# Bundestagswahlkreis Olpe – Märkischer Kreis I
Der Wahlkreis Olpe – Märkischer Kreis I (Wahlkreis 148; bis zur Bundestagswahl 2021 Wahlkreis 149) ist ein Bundestagswahlkreis in Nordrhein-Westfalen. Er umfasst den Kreis Olpe und den südwestlichen Teil des Märkischen Kreises mit den Gemeinden Halver, Herscheid, Kierspe, Lüdenscheid, Meinerzhagen und Schalksmühle.

## Wahlkreisgeschichte
Der Wahlkreis existiert erst seit der Bundestagswahl 2002. Zuvor bildete der Märkische Kreis zwei eigenständige Wahlkreise und der Kreis Olpe gehörte zum Wahlkreis Olpe – Siegen-Wittgenstein II.
| Wahl      | Wahlkreisname                 | Gebiet |
| --------- | ----------------------------- | --- |
| 2002–2009 | 150 Olpe – Märkischer Kreis I | Kreis Olpe, vom Märkischen Kreis die Gemeinden Halver, Herscheid, Kierspe, Lüdenscheid, Meinerzhagen und Schalksmühle |
| 2013–2021 | 149 Olpe – Märkischer Kreis I | |
| 2025–     | 148 Olpe – Märkischer Kreis I | |

## Wahlkreisabgeordnete
| Wahl | Abgeordneter | Abgeordneter      | Partei | Stimmen in % |
| ---- | ------------ | ----------------- | ------ | ------------ |
| 2002 |              | Hartmut Schauerte | CDU    | 48,2         |
| 2005 | 50,8         | Hartmut Schauerte | CDU    |              |
| 2009 |              | Matthias Heider   | CDU    | 47,4         |
| 2013 | 51,7         | Matthias Heider   | CDU    |              |
| 2017 | 47,9         | Matthias Heider   | CDU    |              |
| 2021 |              | Florian Müller    | CDU    | 37,1         |
| 2025 | 42,1         | Florian Müller    | CDU    |              |

## Wahlergebnisse

### Bundestagswahl 2025
| Kandidaten                      | Kandidaten                   | Parteien/Listen     | Erststimmen | Erststimmen | Zweitstimmen | Zweitstimmen |
| Kandidaten                      | Kandidaten                   | Parteien/Listen     | Stimmen     | %           | Stimmen      | %            |
| ------------------------------- | ---------------------------- | ------------------- | ----------- | ----------- | ------------ | ------------ |
|                                 | Nezahat Baradari             | SPD                 | 33.640      | 20,8        | 26.688       | 16,4         |
|                                 | Florian Müllergewählt im WK  | CDU                 | 68.241      | 42,1        | 63.117       | 38,9         |
|                                 | Matthias Maria Antonius Koch | GRÜNE               | 10.191      | 6,3         | 11.716       | 7,2          |
|                                 | Johannes Vogel               | FDP                 | 5.650       | 3,5         | 6.416        | 4,0          |
|                                 | Horst Karpinsky              | AfD                 | 32.358      | 20,0        | 33.289       | 20,5         |
|                                 | Otto Ersching                | Die Linke           | 8.231       | 5,1         | 8.901        | 5,5          |
|                                 | –                            | Tierschutzpartei    | –           | –           | 1.895        | 1,2          |
|                                 | –                            | Die PARTEI          | –           | –           | 708          | 0,4          |
|                                 | –                            | dieBasis            | –           | –           | 411          | 0,3          |
|                                 | –                            | Team Todenhöfer     | –           | –           | 252          | 0,2          |
|                                 | Marion Linde                 | FREIE WÄHLER        | 2.102       | 1,3         | 1.001        | 0,6          |
|                                 | –                            | Volt                | –           | –           | 591          | 0,4          |
|                                 | –                            | MLPD                | –           | –           | 33           | 0,0          |
|                                 | –                            | PdF                 | –           | –           | 250          | 0,2          |
|                                 | –                            | BÜNDNIS DEUTSCHLAND | –           | –           | 218          | 0,1          |
|                                 | –                            | BSW                 | –           | –           | 6.642        | 4,1          |
|                                 | –                            | MERA25              | –           | –           | 46           | 0,0          |
|                                 | –                            | WerteUnion          | –           | –           | 133          | 0,1          |
|                                 | Axel Turck                   | Einzelbewerber      | 1.519       | 0,9         | –            | –            |
| Gesamt                          | Gesamt                       | Gesamt              | 161.932     | 100         | 162.307      | 100          |
|                                 |                              |                     |             |             |              |              |
| Ungültige Stimmen               | Ungültige Stimmen            | Ungültige Stimmen   | 1.362       | 0,8         | 987          | 0,6          |
| Wähler                          | Wähler                       | Wähler              | 163.294     | 82,1        | 163.294      | 82,1         |
| Wahlberechtigte                 | Wahlberechtigte              | Wahlberechtigte     | 198.932     |             | 198.932      |              |
|                                 |                              |                     |             |             |              |              |
| Quellen: Die Bundeswahlleiterin |                              |                     |             |             |              |              |

### Bundestagswahl 2021
Matthias Heider hat im Oktober 2020 angekündigt, bei der Bundestagswahl 2021 nicht erneut zu kandidieren. Stattdessen nominierte die CDU den Vorsitzenden des Stadtverbands Drolshagen, Florian Müller. Nezahat Baradari, die 2019 über die Landesliste in den Bundestag nachgerückt war, wurde als SPD-Direktkandidatin aufgestellt. Die FDP nominierte den amtierenden Bundestagsabgeordneten Johannes Vogel. Für die Grünen trat erstmals Holger Thamm an. Für die Partei Die Linke kandidierte Otto Ersching.
| Kandidaten                                            | Kandidaten                  | Parteien/Listen      | Erststimmen | Erststimmen | Zweitstimmen | Zweitstimmen |
| Kandidaten                                            | Kandidaten                  | Parteien/Listen      | Stimmen     | %           | Stimmen      | %            |
| ----------------------------------------------------- | --------------------------- | -------------------- | ----------- | ----------- | ------------ | ------------ |
|                                                       | Florian Müllergewählt im WK | CDU                  | 56.879      | 37,1        | 50.364       | 32,8         |
|                                                       | Nezahat Baradari            | SPD                  | 45.366      | 29,6        | 42.362       | 27,6         |
|                                                       | Johannes Vogel              | FDP                  | 15.944      | 10,4        | 19.227       | 12,5         |
|                                                       | Klaus Heger                 | AfD                  | 13.104      | 8,5         | 13.100       | 8,5          |
|                                                       | Holger Thamm                | GRÜNE                | 13.645      | 8,9         | 15.243       | 9,9          |
|                                                       | Otto Ersching               | DIE LINKE            | 3.935       | 2,6         | 4.150        | 2,7          |
|                                                       | –                           | Die PARTEI           | –           | –           | 1.213        | 0,8          |
|                                                       | –                           | Tierschutzpartei     | –           | –           | 1.899        | 1,2          |
|                                                       | –                           | PIRATEN              | –           | –           | 511          | 0,3          |
|                                                       | Sabrina Dieckmann           | FREIE WÄHLER         | 2.269       | 1,5         | 1.251        | 0,8          |
|                                                       | –                           | NPD                  | –           | –           | 181          | 0,1          |
|                                                       | –                           | ÖDP                  | –           | –           | 265          | 0,2          |
|                                                       | –                           | V-Partei³            | –           | –           | 78           | 0,1          |
|                                                       | –                           | Gesundheitsforschung | –           | –           | 190          | 0,1          |
|                                                       | –                           | MLPD                 | –           | –           | 26           | 0,0          |
|                                                       | –                           | Die Humanisten       | –           | –           | 87           | 0,1          |
|                                                       | Engelbert Prevorcic         | DKP                  | 221         | 0,1         | 60           | 0,0          |
|                                                       | –                           | SGP                  | –           | –           | 12           | 0,0          |
|                                                       | Dagmar Welz                 | dieBasis             | 2.021       | 1,3         | 1.676        | 1,1          |
|                                                       | –                           | Bündnis C            | –           | –           | 326          | 0,2          |
|                                                       | –                           | du.                  | –           | –           | 69           | 0,0          |
|                                                       | –                           | LIEBE                | –           | –           | 211          | 0,1          |
|                                                       | –                           | LKR                  | –           | –           | 27           | 0,0          |
|                                                       | –                           | PdF                  | –           | –           | 46           | 0,0          |
|                                                       | –                           | LfK                  | –           | –           | 128          | 0,1          |
|                                                       | –                           | Team Todenhöfer      | –           | –           | 691          | 0,4          |
|                                                       | –                           | Volt                 | –           | –           | 278          | 0,2          |
| Gesamt                                                | Gesamt                      | Gesamt               | 153.384     | 100         | 153.671      | 100          |
|                                                       |                             |                      |             |             |              |              |
| Ungültige Stimmen                                     | Ungültige Stimmen           | Ungültige Stimmen    | 1.446       | 0,9         | 1.159        | 0,7          |
| Wähler                                                | Wähler                      | Wähler               | 154.830     | 76,1        | 154.830      | 76,1         |
| Wahlberechtigte                                       | Wahlberechtigte             | Wahlberechtigte      | 203.350     |             | 203.350      |              |
|                                                       |                             |                      |             |             |              |              |
| Quellen: Die Bundeswahlleiterin, Kandidaten – Stimmen |                             |                      |             |             |              |              |

### Bundestagswahl 2017
Bei der Bundestagswahl 2017 waren im Wahlkreis Olpe – Märkischer Kreis I 206.716 Personen wahlberechtigt. 152.542 Stimmen wurden abgegeben, die Wahlbeteiligung lag damit bei 73,8 Prozent.
| Direktkandidat           | Partei                | Erststimmen in % | Zweitstimmen in % | Bundestagswahl 2013 Zweitstimmen in % |
| ------------------------ | --------------------- | ---------------- | ----------------- | ------------------------------------- |
| Matthias Heider          | CDU                   | 47,9             | 40,6              | 48,0                                  |
| Nezahat Baradari         | SPD                   | 26,3             | 23,3              | 28,2                                  |
| Johannes Vogel           | FDP                   | 8,8              | 13,7              | 5,2                                   |
| Klaus Heger              | AfD                   | 8,8              | 9,2               | 4,1                                   |
| Ingeborg Mohr-Simeonidis | Die Linke             | 4,8              | 5,4               | 4,8                                   |
| Christian Hohn           | Bündnis 90/Die Grünen | 3,4              | 4,5               | 5,2                                   |

### Bundestagswahl 2013
Diese fand am Sonntag, 22. September 2013 statt und führte zu folgendem Ergebnis:
| Direktkandidat    | Partei                | Erststimmen in % | Zweitstimmen in % | Bundestagswahl 2009 Zweitstimmen in % |
| ----------------- | --------------------- | ---------------- | ----------------- | ------------------------------------- |
| Matthias Heider   | CDU                   | 51,7             | 48,0              | 39,7                                  |
| Petra Crone       | SPD                   | 32,7             | 28,2              | 24,4                                  |
| Johannes Vogel    | FDP                   | 2,4              | 5,2               | 16,7                                  |
| Kai Bitzer        | Bündnis 90/Die Grünen | 3,4              | 5,2               | 6,9                                   |
| Wolfgang Hoffmann | Die Linke             | 3,8              | 4,8               | 7,2                                   |
| Bastian Halbe     | PIRATEN               | 1,8              | 1,8               | 1,3                                   |
| Hasso Simon       | AfD                   | 2,6              | 4,1               | -                                     |

### Bundestagswahl 2009
| Direktkandidat  | Partei                | Erststimmen in % | Zweitstimmen in % | Bundestagswahl 2005 Zweitstimmen in % |
| --------------- | --------------------- | ---------------- | ----------------- | ------------------------------------- |
| Petra Crone     | SPD                   | 28,3             | 24,4              | 34,3                                  |
| Matthias Heider | CDU                   | 47,4             | 39,7              | 42,6                                  |
| Johannes Vogel  | FDP                   | 10,4             | 16,7              | 10,8                                  |
| Josef Filippek  | Die Linke             | 6,8              | 7,2               | 4,4                                   |
| Christian Röner | Bündnis 90/Die Grünen | 5,7              | 6,9               | 4,9                                   |
| Stephan Haase   | NPD                   | 1,4              | 1,0               | 0,9                                   |
| –               | REP                   | –                | 0,3               | 0,5                                   |
| –               | Die Tierschutzpartei  | –                | 0,7               | 0,5                                   |
| –               | Familie               | –                | 0,6               | 0,4                                   |
| –               | Zentrum               | –                | 0,1               | 0,0                                   |
| –               | BüSo                  | –                | 0,0               | 0,0                                   |
| –               | Volksabstimmung       | –                | 0,1               | 0,1                                   |
| –               | MLPD                  | –                | 0,0               | 0,0                                   |
| –               | PSG                   | –                | 0,0               | 0,0                                   |
| –               | ödp                   | –                | 0,1               | –                                     |
| –               | PIRATEN               | –                | 1,3               | –                                     |
| –               | DVU                   | –                | 0,1               | –                                     |
| –               | RRP                   | –                | 0,2               | –                                     |
| –               | RENTNER               | –                | 0,5               | –                                     |